# Carsten Curator
Carsten Curator ist der Titel einer 1878 publizierten Novelle von Theodor Storm aus der Epoche des Realismus. Erzählt wird der Vater-Sohn-Konflikt zwischen dem pflichtbewussten Rechtsberater Carsten Carstens und seinem leichtlebigen Sohn Heinrich, der zu dessen Tod in einer Sturmflutnacht führt. Storm thematisiert in seiner Geschichte die selbst erfahrene Problematik des „Kindes als Elternschicksal“.

## Inhalt
Die Handlung spielt im 19. Jahrhundert. Der aus bescheidenen kleinbürgerlichen Verhältnissen stammende Carsten Carstens lebt mit seiner Schwester Brigitte im von den Eltern ererbten Haus am Hafenplatz eines friesischen Hafenstädtchens. Er hat sich autodidaktisch eine juristische Bildung erworben, übernimmt städtische Ämter und wird von seinen Mitbürgern oft um Rechtsbeistand in Erbschaftsangelegenheiten und bei ihrer Vermögensverwaltung gebeten. Auf Grund seines lauteren Charakters und weil bei ihm „nicht der eigne Gewinn, sondern die Teilnahme an der Arbeit“ im Vordergrund steht, erhält er von den Mitbürgern den Beinamen „Curator“. Den ererbten Wollwaren- und Bekleidungsladen überlässt er weitgehend der Führung seiner unverheirateten Schwester. 

### Juliane
Zur Zeit der Kontinentalsperre wird Carstens anlässlich eines mit gescheiterten Spekulationen zusammenhängenden Selbstmordes von der jungen Erbin mit der Ordnung der unübersichtlichen Vermögenslage betraut und dabei lässt sich der Curator „von den lachenden Augen der schönen Juliane“ betören und das Pflegschaftsverhältnis mündet in eine Ehe. In der Stadt wundert man sich über den Bund der beiden ungleichen Menschen, des 40-Jährigen mit „etwas grübelnder Gemütsart“ und seiner „Neigung zur Gedankenarbeit“ mit dem lieben, aber leichtfertigen und sorglosen, unsteten Wesen, das bei den zahlreichen Festlichkeiten lieber mit jungen „stadt- und landfremden“ Offizieren tanzt als mit ihrem gesellschaftlich unbeachteten und unbeholfenen Mann. Die drohende Gefahr einer Ehekrise wird durch Julianes Tod im ersten Kindbett aufgehoben. „Freilich auch das Glück; denn mochte sie auch kaum ihm angehört haben, wie sie vielleicht niemandem angehören konnte […] sie war es doch gewesen, die mit dem Licht der Schönheit in sein Werktagsleben hineingeleuchtet hatte, ein fremder Schmetterling, der über seinen Garten hinflog und dem seine Augen noch immer nachstarrten, nachdem er längst schon seinem Blick entschwunden war.“
Bei Julianes und Carstens Sohn Heinrich, der die Geburt überlebt hat, vertritt Brigitte die Mutterrolle. Carsten erzieht „den Knaben, der sich bald als der körperliche und allmählich auch als der geistige Erbe seiner schönen Mutter herausstellt[-], […] mit einer seinem Herzen abgekämpften Strenge“.
Eine Schwester erhält der 9-jährige Junge durch die Aufnahme einer entfernten Verwandten, deren Eltern gestorben sind: Die um ein Jahr jüngere Anna ist, im Unterschied zu Heinrich, wie ihre Mutter mit selbstloser „Herzensgüte“ und „froher Sicherheit“ ausgestattet. Als ihr Vormund verwaltet Carsten ihren ererbten kleinen Landbesitz und versucht ihn, seinem Mündel zu erhalten. 

### Heinrich
Der 20-jährige Heinrich hat eine Kaufmannslehre abgeschlossen und eine Anstellung beim Senator bekommen (2. Abschnitt). „Seine Anstelligkeit [lässt] ihn sich leicht an jedem Platz zurechtfinden“ aber „er kümmert[-] sich um nichts oder doch nur um Dinge, um die er besser sich nicht gekümmert hätte“. So verspielt er das auf einer Reise nach Flensburg einkassierte Geld des Senators, täuscht bei seiner Rückkehr ins Elternhaus vor, wie er der Schwester später erklärt, sich aus Verzweiflung in den Brunnen zu stürzen und lässt sich von Anna retten (3. Abschnitt). Die Bemühungen seines Vaters und der inzwischen mündig gewordenen Anna, die Summe zu ersetzen, bleiben beim Senator erfolglos und Heinrich wird entlassen.
Der Vater bringt ihn im Geschäft eines Freundes in Hamburg unter. Aus seiner spärlichen Korrespondenz erfährt seine Familie wenig über ihn, außer dass er ab und zu um Unterstützung bittet, da sein Gehalt gering sei. Zu Weihnachten kündigt er seinen Besuch an, sagt dann aber verspätet ab (6. Abschnitt) und teilt mit, er komme im Frühjahr. Zum Pfingstfest erscheint er, eine Geschäftsreise in den Norden unterbrechend, überraschend in stattlicher Kleidung zu einem kurzen Besuch. Er scheint gefestigt und spricht von der Planung neuer Unternehmungen mit hoher Gewinnerwartung. Als er der inzwischen 22-jährigen Anna einen Heiratsantrag macht, hält sie das für einen seiner Späße und weist ihn zornig ab. (7. Abschnitt). Einen Monat später berichtet Heinrich seinem Vater den Misserfolg seiner Projekte und dieser muss die besten seiner „Hypothekenverschreibungen“ auflösen, um die Schulden seines Sohnes zu bezahlen (8. Abschnitt).

### Heinrichs Ehe mit Anna
Im September schlägt der Immobilienmakler und „Stadtunheilträger“ Jaspers dem Curator den Kauf eines zur Versteigerung stehenden Hauses mit Krämerladen in der Süderstraße zur Zukunftssicherung seines Sohnes vor, jedoch kann der Vater dieses Projekt nicht allein finanzieren. Erst als Anna ihr Vermögen im Zusammenhang mit einem brieflich ausgesprochenen Heiratsantrag des „[h]eimwehkranken“ Heinrichs einbringt, stimmt Carstens dem Geschäft zu (9./10. Abschnitt). Allerdings besteht er darauf, dass ein Teil von Annas Erbe zu ihrer Sicherheit fest angelegt bleibt.
Anna und Heinrich heiraten, bewirtschaften das neue Anwesen, den Garten und den Kleinhandel mit dem Landvolk (11. Abschnitt) und bekommen im zweiten Sommer einen Jungen. Anfangs scheint Heinrich durch Anna stabilisiert. Er ist mit Feuereifer bei der Arbeit, doch dann langweilt ihn das Gewerbe und das bürgerliche Kleinstadtleben und er lässt sich auf Geschäfte mit „großsprecherischen Spekulanten“ ein: Viehexport nach England, Austernzucht am Seedeich. Aber die Projekte misslingen und er muss, um die Schulden zu bezahlen, Hypotheken auf das Grundstück aufnehmen. Heinrich ist jetzt mehr in der Wirtsstube als zu Hause.
Anfang November (12. Abschnitt) treibt der Wind Hochwasser in die Stadt und die Häuser müssen mit Schotten gesichert werden. Heinrich ist wieder bankrott und bittet betrunken seinen Vater um die Rücklagen seiner Frau. Dieser verweigert ihm zum ersten Mal seine Hilfe, um das Vermögen seinem Enkel zu erhalten. Der Sohn steigt in einen Kahn und lässt ihn bei Sturmflut ins Meer treiben. In der Nacht erleidet Carstens einen Schlaganfall und kann nicht mehr arbeiten. Um die Schulden Heinrichs zu bezahlen, werden beide Häuser verkauft.

### Ausblick
Der jahrzehntelang im Ort geachtete Carstens muss mit seiner Schwiegertochter und dem Enkel in die Armeleutegegend des Ortes ziehen, um dort seinen Lebensabend zu verbringen (13. Abschnitt). Annas „Hände und ihr Mut [sind] nimmer müde und sie unterhält den Haushalt. Der Großvater hütet das Enkelkind, in dessen Zügen er mit Freude die seiner Mutter erblickt“, und Anna sagt ihm, das Kind habe seine Augen. „Und so geht es fort in den Geschlechtern: Die Hoffnung wächst mit jedem Menschen auf.“

## Interpretation und Rezeption
Nach Hoffmann und Rösch ist ein Großteil von Storms Werk auf „die bürgerliche Schicklichkeit des Dichters“ bezogen, „eingefügt in den Rahmen der Standesordnung, der Familie und des Staatsamts“. Der Schriftsteller habe „zeitlebens diesen Rahmen als unverbrüchlich vorausgesetzt“, denn nur in ihm habe er seinen „Stimmungszauber“, und einen „festen Halt“ gefunden. Ausgeklammert bleibe „der rauhe Sturm der Geschichte, die quälende Frage nach Gott und dem Sinn des Lebens“. Es sei im Grunde eine „um die tieferen und höheren Dimensionen beschnittene, ins bürgerliche Maß gebrachte Nachromantik, die sinnliche Vergegenwärtigung des noch im allgemeinen Strudel Verbliebenen.“
Storms Prosa erreicht nach v. Wiese nicht dort ihren höchsten Rang, wo Sage und Wirklichkeit mit Hilfe der Stimmung miteinander verschmelzen, wie im Schimmelreiter, sondern „wo der Dichter der Härte der Wirklichkeit nicht mehr ausweichen“ konnte und wo ihm „die Poetisierung der Welt“ nicht mehr voll gelang. Hans und Heinz Kirch und Carsten Curator mit ihrer Thematisierung der „Zwiespaltsmächte im Verhältnis von Vater und Sohn“ würden zu diesen Werken gehören. Einen Überblick über die Rezeptionsgeschichte vermitteln Demandt und Theisohn.

### Dramatische Szenenfolge
Die Novelle ist auf „Längsspannung des Geschehens“ angelegt, d. h. die in „herbe[r], rhythmisch-dynamische[r] Prosa“ geschriebene Handlung rollt um das „bürgerlich geordnete Haus des Curators“ in „einer dramatisch bewegten Szenenfolge“ ab. Die Handlung arbeitet stets und zielgerichtet auf das katastrophale Ende zu, wobei Storm selbst die Natur, sowohl ihre Schönheit als auch den Aspekt ihrer zerstörerischen Gewalt illustrierend zur Hilfe nimmt.

### Kontrastfiguren
Das zentrale Thema ist, wie in der 1883 veröffentlichten Novelle Hans und Heinz Kirch, der Vater-Sohn-Konflikt, der in den beiden in ihrer Lebensauffassung und im Charakter kontrastierenden Hauptfiguren ausgestaltet ist:  
- Antithetische Protagonisten sind Heinrich als Verkörperung des bezaubernd-fremdartigen Leichtsinns mit zerstörerischer Kraft und sein pflichtbewusster, von der Bevölkerung vertrauensvoll Curator genannter Vater. Als Frauengestalten entsprechen ihnen Heinrichs Mutter Juliane und ihre Schwiegertochter Anna. Einige Charaktere werden karikiert, so der diabolische Makler Jaspers.
- Diese Konstellation ist von Anfang an in der Geschichte angelegt: Die Ehe Carstens mit Juliane wird, in umgekehrten Persönlichkeitsbildern, durch Heinrich und Anne fortgesetzt. Die in der ersten Verbindung angedeutete Gefährdung eskaliert in der zweiten und endet in der Sturmflutkatastrophe.
- Den Figuren entspricht der Gegensatz zwischen stabiler kleinstädtischer Heimat und unsicherem Ausland: Carstens und Anna sind bodenständig und mit dem Leben in der Stadt zufrieden. Mit ihnen verbunden sind die versöhnlichen Motive der Stetigkeit: Kirschbaum und Familienbild, die Ähnlichkeit des Enkels mit Anna und dem Großvater.[13] Juliane dagegen tanzt verliebt mit „stadt- und landfremden“ Offizieren und vermisst während ihrer Schwangerschaft das gesellige Leben. Ihr charakterlich ähnlicher Sohn Heinrich sucht in Hamburg und auf Geschäftsreisen in den Norden durch Spekulationen reich zu werden, langweilt sich in der Stadt und ertrinkt als bankrotter Alkoholiker bei der Sturmflut.

### Biographische Bezüge
Wie in literaturwissenschaftlichen Abhandlungen häufig erwähnt, verarbeitet Storm in der tragischen, von Thomas Mann gerühmten Erzählung Carsten Curator eigene Sorgen um seinen ältesten Sohn Hans, der phasenweise an Alkoholsucht litt, sein Studium vernachlässigte und 1886, ein Jahr vor seinem Vater, an Lungentuberkulose starb.

Gedenktafel in Husum

Auerbachs Interpretation geht von biographischen Bezügen und einem „Ineinandergreifen von Leben und Werk Storms“ aus: Carstens Haus an der Twiete – Haus von Storms Großeltern, Sturmflut – Flut der Sturmnacht vom 3./4. Februar 1825, Heinrichs Trunksucht – Storms Sohn Hans – „Problem der Vererbung“ als „dunkles Rätsel und determinierendes Fatum“.
Storm habe Carsten Curator einen „inneren Befreiungsakt“ genannt. Er schaffe „die bestimmende Atmosphäre für die Objektivierung seiner persönlichen Anliegen“, indem er das Geschehen und die Figuren der Novelle in seine Heimat hineinstelle. Es gibt ein Zitat Storms, Hans betreffend: „Es ist keine Sorge mehr, es ist ein Entsetzen, das mir das Blut vergiftet.“ In der Schlussszene von „Carsten Curator“ beschreibt der Erzähler die letzte Konfrontation des alten Vaters mit seinem Sohn: „‚Betrunken!‘ schrie er, ‚du bist betrunken!‘“ und verweigert ihm die letzte finanzielle Unterstützung, um das Erbe für sein Enkelkind zu wahren.

### Schicksalsgemeinschaft
Ein zentrales Problem Carstens ist das Thema „des Kindes als Elternschicksal“: Er fürchtet schon beiden ersten Beobachtungen des spielenden und sprunghaften Kindes, sein „Liebesirrtum“, seine Verführung durch die schöne leichtsinnige junge Frau, würde schlimme Folgen haben und bestätigt sieht er sich durch die weitere Entwicklung des „bestrickenden, aber wertlosen Menschen“. Carsten Carstens hat ein Schuldgefühl, durch seine „Lust, die einst die verführerische Unbeständigkeit“ Julianes in ihm weckte, habe sich die Leichtlebigkeit und Verantwortungslosigkeit seines Sohnes fortgesetzt und dafür trage er die Verantwortung. Der Glaube an die „Schicksalsgemeinschaft“ und, „angeregt durch seinerzeit neuere naturwissenschaftliche Forschungsergebnisse“, die Determination des Menschen durch die Erbanlagen und sein daraus entstandenes Schuldgefühl lässt ihn immer wieder gegen seinen haushälterischen Verstand die Schulden Heinrichs begleichen.
Nach Klein tritt in der Novelle das Fatum in der Gestalt des dämonischen Maklers und „Stadtunheilträgers“ Jaspers als Vorausdeutung des „Unheilvollen“ auf. Auch das Sinnbild des Meers, das in die Stadt hereinbricht, symbolisiert Storms Erfahrung, dass der Mensch „schicksalweckend ein Leben heraufruft, dass aber alles, was wir als das Unsrige beginnen, nicht das Unsrige ist.“ Der Mensch habe Anteil am „Weltgeschehen“ und müsse es verantworten.
In einem Brief vom 26. März 1878 schreibt Storm, die Gestalt des Sohnes habe keinen poetischen Gehalt. Sie sei ihm „zum reinen Lumpen geworden“. Sein Tod sei „kein Zufall“, sondern „das letzte Glied der Kette“: „er geht wohl zuletzt mit seinem Leben um wie mit allen anderen Verhältnissen und dem Glück der Seinen, er lässt es darauf nicht ankommen, es ist nicht viel daran gelegen […] Was der Sohn sündigt, leidet der Vater, und was die Hand des Sohnes lenkt, kommt wesentlich von den Faktoren, denen er seinen Ursprung verdankt oder die diesen begleitet haben“.

## Adaptionen

### Hörspiele
- Carsten Curator. Produktion des NDR (1962). Mundart-Hörspiel in niederdeutscher Sprache (54'30 Minuten). Bearbeitung: Walther Bullerdiek. Regie: Hans Mahler. Besetzung: Otto Lüthje (Carsten Curator), Heidi Kabel (Brigitte), Ruth Rastedt (Juliane), Jochen Schenck (Heinrich), Gisela Wessel (Anna), Karl-Heinz Kreienbaum (Bürgermeister), Hartwig Sievers (Jaspers), Heini Kaufeld (Amtsschreiber), Günther Siegmund (Christian), Heinz Lanker (Nachtwächter), Ernst Grabbe (Nachbar Reimers)
- Carsten Curator. Produktion des SFB (1976). 91'50 Minuten. Bearbeitung: Claus B. Maier. Regie: Siegfried Niemann. Besetzung: Ernst Wilhelm Borchert (Erzähler), Bernhard Minetti (Carsten Carstens), Horst Bollmann (Jaspers), Ursula Krieg (Brigitte), Beate Menner (Juliane), Christian Brückner (Heinrich), Uta Hallant (Anna), Max Grothusen (Bürgermeister), Heinz Rabe (Nachbar),

### Hörbuch
- Carsten Curator, Ungekürzte Lesung von Hans Goguel für den Saarländischen Rundfunk (1976). Regie: Friedrich Otto Scholz. 2017 als SR2 online Edition, ISBN 978-3-95615-951-0[21][22]

## Ausgaben
- Theodor Storm: Carsten Curator. Verlag von Philipp Reclam jun. Leipzig, 1919, mit einem Vorwort von Dr. Walther Herrmann
- Theodor Storm: Carsten Curator. In: Sämtliche Werke in zwei Bänden. Bd. 1, Novellen. Winkler-Verlag, München 1967,